# Вайсберг, Берта Иосифовна
Бе́рта Ио́сифовна Ва́йсберг (урождённая Гринберг; 18 апреля 1911, Киев — 4 сентября 1972, Киев) — украинская советская шахматистка, семикратная чемпионка Украины и пятикратная участница первенств СССР (лучший результат — 1950, IV-V места).

## Биография
Родилась в 1911 году в семье Иосифа Бенционовича Гринберга, купца 1-й гильдии. Закончила консерваторию, но по специальности не работала, а делом жизни избрала шахматы. Первым значительным шахматным дебютом для неё стал первый женский шахматный чемпионат ВЦСПС, который состоялся с 10 по 20 ноября 1928 года в Москве. В этом турнире семнадцатилетняя Берта Гринберг разделила 5 и 6 места, набрав 4½ очков из 8. В первом чемпионате Украины в 1935 году заняла первое место, разделив его с родной сестрой Розой Клигерман. На следующий год сёстры вновь разделили победу во всеукраинском первенстве.
В 1936 году Берта Вайсберг вместе со старшей сестрой приняла участие в отборе к финалу всесоюзного первенства. Полуфиналы проходили в Ленинграде. Количества побед не хватило для прохождения в финал (пять круговых турниров при десяти участницах, из которых по две победительницы допускались в финал), однако известный шахматист и один из основателей шахматного движения С. О. Вайнштейн в статье о турнире всесоюзного первенства оставил такие отзывы: 
«Турнир выявил по меньшей мере 5-6 шахматисток, по своей силе приближающихся уже к ведущей группе москвичек и ленинградок. 
В первую очередь сюда следует отнести участниц финала Тихомирову и Зефирову, украинок Вайсберг, Артемьеву и Добровольскую».
До войны было проведено ещё три чемпионата Украины, в одном из которых (1938) Вайсберг снова разделила победу, на этот раз с Артемьевой и Софией Соколик (Запорожье).
Военные годы Берта Вайсберг с детьми Семёном и Ларисой провели в Чкаловской области. 28 августа 1943 года в боях под Смоленском погиб глава семьи, Михаил Петрович Вайсберг.
После гибели старшего сына на войне Роза Клигерман (Гринберг) оставила шахматы, жила в Киеве, умерла в 1987 году.
После войны женские чемпионаты Союза стали проводиться ежегодно. Вайсберг принадлежат победы в первенствах республики 1946 и 1950 гг. (первая из них была завоевана единолично с 10 очками из 11), всесоюзных первенствах ДСО «Труд» 1947 и 1948 гг. и в чемпионате Киева 1948 г. В 1949 году разделила 3-4 места в всесоюзном полуфинале (с ленинградкой Ольгой Семеновой-Тян-Шанской), что открыло ей двери в «высшее общество» шахматного мира.
Была ученицей Юрия Сахарова (см. Ефим Лазарев, «Творчество шахматистов Украины», 1982 г., на украинском языке). Позднее он же в очерке о Сахарове «Пан инспектор, или тайны искалеченной судьбы» писал, что после печально известного ареста и последовавшего за ним осуждения на 25 лет, Сахаров из мест заключения «переписывался после 1953 г. со многими киевскими шахматистами, в частности, с многократной чемпионкой Украины Бертой Вайсберг, с семьёй которой дружил много лет». Более того, именно она, несмотря на частое безденежье, неоднократно посылала Юрию Николаевичу шахматные книги, когда тот отбывал срок на строительстве Братской ГЭС. Сахарова и сегодня тепло вспоминает Матвей Вайсберг, который в юном возрасте занимался шахматами в киевском клубе спортобщества «Авангард», где работал киевский мастер. Традиция продолжается и поныне — сегодня в этом же клубе занимается правнук шахматистки Симон Вайсберг.
В те далекие годы в женской шахматной классификации отсутствовал не только гроссмейстерский титул, но и разряд кандидата в мастера. Т.е. при выполнении соответствующих норм после первого разряда шахматистка получала сразу звание мастера. Это тогда удавалось очень немногим. Так, согласно первому изданию книги Е. Быковой «Советские шахматистки» (1951), в тот момент среди шахматисток СССР насчитывалось всего 4 мастера спорта (Валентина Белова, Елизавета Быкова, Ольга Рубцова и Людмила Руденко) и 21 перворазрядница, включая киевлянок Берту Вайсберг, Эсфирь Гольдберг и Аллу Рубинчик. В 50-е годы Берта (или, как ее называли друзья и коллеги-шахматисты, «Беба») Вайсберг в трижды получала титул чемпионки Украины (в 1950, 1956 и 1959 гг.), в 1951 г. в третий раз (после побед 1947 и 1948 гг.) выиграла всесоюзное первенство ДСО «Труд», неоднократно была призером аналогичных турниров в другие годы, достойно выступала в различных командных соревнованиях. 
В середине 50-х Берта Вайсберг устроилась корректором в военную типографию, где и проработала до пенсии.

Мастер спорта СССР, также киевлянка Любовь Якир вспоминала: 
«Берта Вайсберг была шахматисткой способной, интересной. После потери мужа воспитывала дочь и сына. Она жила в центре Киева на Крещатике, что, при ее гостеприимстве, способствовало общению и дружбе со многими шахматистами. Жила она очень трудно, работала в разных местах, а последнее время работала корректором в одном из издательств»
В 1964 году Берта Иосифовна очередной раз стала чемпионкой Киева.
Умерла в 1972 году от инсульта, похоронена на Берковецком кладбище.

## Семья
Дочь Лариса в конце 1980-х годов эмигрировала с семьёй в США.
Внук — художник Матвей Вайсберг.

## Спортивные достижения
| Год  | Город          | Турнир                 | +  | −  | = | Результат | Место |
| ---- | -------------- | ---------------------- | -- | -- | - | --------- | ----- |
| 1935 |                | 1-й чемпионат Украины  |    |    |   | из        | 1—2   |
| 1936 |                | 2-й чемпионат Украины  |    |    |   | из        | 1—3   |
| 1937 |                | 3-й чемпионат Украины  | 10 | 1  | 3 | 11½ из 15 | 3     |
| 1938 |                | 4-й чемпионат Украины  | 8  | 2  | 5 | 10½ из 15 | 1—3   |
| 1946 | Киев           | 6-й чемпионат Украины  | 9  | 0  | 2 | 10 из 11  | 1     |
| 1947 | Киев           | 7-й чемпионат Украины  | 8  | 2  | 0 | 8 из 10   | 2     |
| 1949 | Одесса         | 9-й чемпионат Украины  | 2  | 2  | 7 | 5½ из 11  | 6—9   |
| 1950 | Рига           | 10-й чемпионат СССР    | 5  | 3  | 7 | 8½ из 15  | 4—5   |
|      | Киев           | 10-й чемпионат Украины | 10 | 1  | 3 | 11½ из 14 | 1—2   |
| 1952 | Тбилиси        | 12-й чемпионат СССР    | 0  | 11 | 6 | 3 из 17   | 18    |
| 1953 | Ростов-на-Дону | 13-й чемпионат СССР    | 1  | 7  | 7 | 4½ из 17  | 17    |
| 1954 | Краснодар      | 14-й чемпионат СССР    |    |    |   | 5 из 17   | 19    |
| 1956 |                | 16-й чемпионат Украины |    |    |   | из        | 1     |
| 1957 | Вильнюс        | 17-й чемпионат СССР    |    |    |   | 6 из 17   | 17—18 |
| 1959 |                | 19-й чемпионат Украины |    |    |   | 12½ из 17 | 1     |